# Homer Martin Adkins
Homer Martin Adkins, född 15 oktober 1890 i Pulaski County i Arkansas, död 26 februari 1964 i Hot Spring County i Arkansas, var en amerikansk demokratisk politiker. Han var den 32:a guvernören i delstaten Arkansas 1941-1945.
Adkins deltog i första världskriget i USA:s armé och befordrades till kapten. Han gifte sig 18 december 1921 med Estelle Elise Smith. Han var sheriff i Pulaski County, Arkansas 1923-1926. För att få Ku Klux Klans stöd i valet gick han med i den illa beryktade men politiskt inflytelserika rasistiska organisationen.
Inom demokraterna i Arkansas blev Adkins en mäktig motståndare till guvernör Carl E. Bailey. Han lyckades 1937 förhindra Baileys ambition att bli senator genom att stödja John E. Miller i stället. Adkins var Hattie Caraways kampanjchef i senatsvalet 1938. Adkins besegrade Bailey klart i demokraternas primärval inför 1940 års guvernörsval. Han vann sedan lätt mot republikanen H.C. Stump i själva guvernörsvalet. Två år senare bestämde sig republikanerna att inte alls utmana Adkins i guvernörsvalet.
Under Adkins tid som guvernör lyftes Arkansas ut ur depressionen tack vare kriget som resulterade i omfattande federala investeringar i delstatens militärindustri. Delstatens budget visade snart ett överskott. Guvernör Adkins varken rökte eller drack alkohol och var starkt emot hasardspel. Han hade en rasistisk linje och tyckte illa om att USA:s regering under president Franklin D. Roosevelts ledning förbjöd rassegregeringen inom militärindustrin. Adkins stödde 1943 en lag i Arkansas mot japanernas äganderätt. I Arkansas fanns två interneringsläger för japaner, Jerome och Rohwer.
Adkins bestämde sig för att utmana Hattie Caraway i primärvalet inför 1944 års senatsval. Kongressledamoten J. William Fulbright besegrade både Caraway och Adkins i primärvalet och vann sedan själva senatsvalet.
Adkins grav finns på begravningsplatsen Roselawn Memorial Park i Little Rock.